# Maciej Szymański
Pour les articles homonymes, voir Szymański.
Maciej Grzegorz Szymański (né le 25 janvier 1957 à Milicz )  est un philologue et diplomate polonais qui a été successivement ambassadeur de Pologne en Slovénie (1998-2002), puis en Serbie (2005-2009), en Croatie (2013-2017) et enfin en Bulgarie. (depuis 2019).

## Biographie
Szymański a grandi à Międzyrzec Podlaski et termina ses études secondaires à Wrocław. En 1981, il est diplômé d'études yougoslaves à l'Université de Silésie à Katowice, avec une spécialisation pour les langues macédoniennes et serbo-croates.
En 1982, ilcommence sa carrière professionnelle à la bibliothèque Ossolineum de Wrocław. Entre 1984 et 1992, il a travaillé comme scientifique à l'Institut slave de l'Académie polonaise des sciences. Il y obtint son doctorat, et rédigea une thèse sur la linguistique slave.
En 1992, Szymański rejoint le ministère des Affaires étrangères. Il a commencé comme chef d'unité au département consulaire. En 1995, il en devient directeur adjoint. En 1998, il était directeur du Département de l'Europe centrale et du Sud-Est. Cette année-là, il a été nommé ambassadeur en Slovénie et l'année suivante, il a également été accrédité auprès de l'ambassade nouvellement créée à Sarajevo, en Bosnie-Herzégovine. En 2002, il revient au Département Consulaire, comme chef d'unité, puis comme directeur. Entre 2005 et 2009, il a été ambassadeur en Serbie-et-Monténégro, et depuis 2006, après la dissolution, en Serbie. De retour au ministère, il était directeur du Département de coopération avec la diaspora polonaise et les Polonais à l'étranger.
En janvier 2013, Szymański a commencé sa mission d'ambassadeur en Croatie et a terminé son mandat en juillet 2017. Ensuite, pendant un an, il fut directeur de l'Académie diplomatique. De février à octobre 2018, il a été nommé directeur général des affaires étrangères. En avril 2019, il est nommé ambassadeur en Bulgarie.
Szymański est marié et père de quatre enfants. Pendant son temps libre, il est photographe, représentant principalement la nature et les oiseaux. Ses œuvres ont été publiées dans des livres, des atlas et des magazines, notamment dans le National Geographic,.

## Distinction
- Chevalier de l'Ordre de Polonia Restituta, Pologne, 2011 [12]
- Chevalier de l'Ordre du Duc Branimir, Croatie, 2017 [13]